# Iftikhar Khan
Le major-général Iftikhar Khan (ourdou : راحیل شریف), né le 10 janvier 1907 et mort le 13 décembre 1949, est un militaire pakistanais.
Iftikhar Khan est originaire d'une tribu de Chakwal. Il effectue une formation militaire, notamment au collège royal militaire de Sandhurst, en Angleterre. Il rejoint ensuite l'armée indienne britannique en 1930 puis gravit rapidement les échelons. Il est promu major en 1946, puis l'année suivante, il choisit durant la partition des Indes de rejoindre le nouvel État pakistanais. Il est promu major-général l'année suivante, puis prend la direction de la 10e division.
En 1949, alors que le chef de l'armée pakistanaise Douglas Gracey, de nationalité britannique, doit laisser place à un Pakistanais, Iftikhar Khan est souvent cité comme favori. Son frère Muhammed Akbar Khan fait également partie des favoris. Toutefois, Iftikhar meurt dans un accident d'avion le 13 décembre 1949, à Jungshahi dans le district de Thatta. Le crash du Douglas DC-3 emporte 25 autres personnes,. L'évènement est parfois vu comme majeur, étant donné que c'est Muhammad Ayub Khan qui sera finalement nommé chef de l'armée, déclenchant un coup d’État militaire qui marque le début de fortes interférences des militaires dans la vie politique pakistanaise.